# Alan Mullery
Alan Patrick Mullery  (ur. 23 listopada 1941 w Londynie) – angielski piłkarz, pomocnik i trener piłkarski. Brązowy medalista ME 68, uczestnik MŚ 70.
Grał w dwóch zawodowych londyńskich klubach: Fulham i Tottenhamie. Barw pierwszego bronił w latach 1958-1964 oraz 1972-1975, barw drugiego pomiędzy tymi okresami. Z Kogutami triumfował w Pucharze Anglii (1967), Pucharze Ligi (1971) oraz Pucharze UEFA (1972).
W reprezentacji Anglii debiutował już jako piłkarz Tottenhamu, 9 grudnia 1964 w meczu z Holandią. W kadrze rozegrał 35 spotkań i zdobył jednego gola - w przegranym z RFN 2:3 ćwierćfinale MŚ 70. Ostatni mecz w reprezentacyjnej koszulce rozegrał w 1971.
Po zakończeniu kariery piłkarskiej został trenerem. Prowadził m.in., bez większego powodzenia, Crystal Palace oraz Charlton Athletic.